# Джонсон, Деймон
Деймон Роджерс Джонсон (англ. Damon Rogers Johnson; род. 13 июля 1964 года) — американский гитарист, вокалист и автор песен. Наиболее известные коллективы, где играл Деймон: Brother Cane, Alice Cooper, Black Star Riders.

## Начало карьеры
Во время учёбы в средней школе Деймон жил в городе Монровилль штата Алабама. Именно там он увлёкся гитарой и образовал свою первую гаражную группу вместе с друзьями — такими же восьмиклассниками. Позже он переехал с семьёй в город Джеральдин, где окончил школу, не переставая играть с разными группами на Северо-Востоке штата Алабама.
Предложение присоединиться к Split The Dark — относительно раскрученной группе, состоявшей из бывших участников поп-коллектива Hotel — стало причиной переезда Джонсона в город Бирмингем штата Алабама в 1987 году. Split The Dark была очень популярной клубной командой среди студентов Юго-Востока США. В 1986 году они даже выиграли конкурс MTV под названием «Подвальные Записи», но так и не смогли заключить контракт на выпуск альбома. Первой же группой Деймона, имеющей такой контракт, стала Witness из Атланты, где он играл в 1988 году. На смену которой в 1989-м пришла Delta Rebels из Мемфиса. В те же годы он выступал с командами Chinatown и Chyld. Именно в рядах Chyld на Джонсона обратили внимание люди из компании Virgin Records. После заключения контракта в ноябре 1990 года лейбл уговорил Дэймона стать основным вокалистом коллектива, и сменить название на Brother Cane.

## Brother Cane
Именно в рядах Brother Cane Деймон получил всеамериканское признание. Группа выпустила три альбома (одноимённый дебютник, разошедшийся тиражом в 250 тысяч копий, Seeds и Wishpool), три сингла с которых заняли первое место на рок-радио («Got No Shame», «And Fools Shine On» и «I Lie in the Bed I Make»). «And Fools Shine On» к тому же вошла в фильм ужасов Хеллоуин 6: Проклятие Майкла Майерса. Brother Cane много ездили по гастролям: как сольно, так и на разогреве у таких артистов, как Van Halen, Aerosmith, Роберт Плант, Lynyrd Skynyrd и Candlebox. Но после того, как Virgin Records решили, что продажи пластинок перестали их устраивать, они освободили группу от контрактных обязательств. Без ругани и скандалов Brother Cane прекратили своё существование.

## Последующие проекты

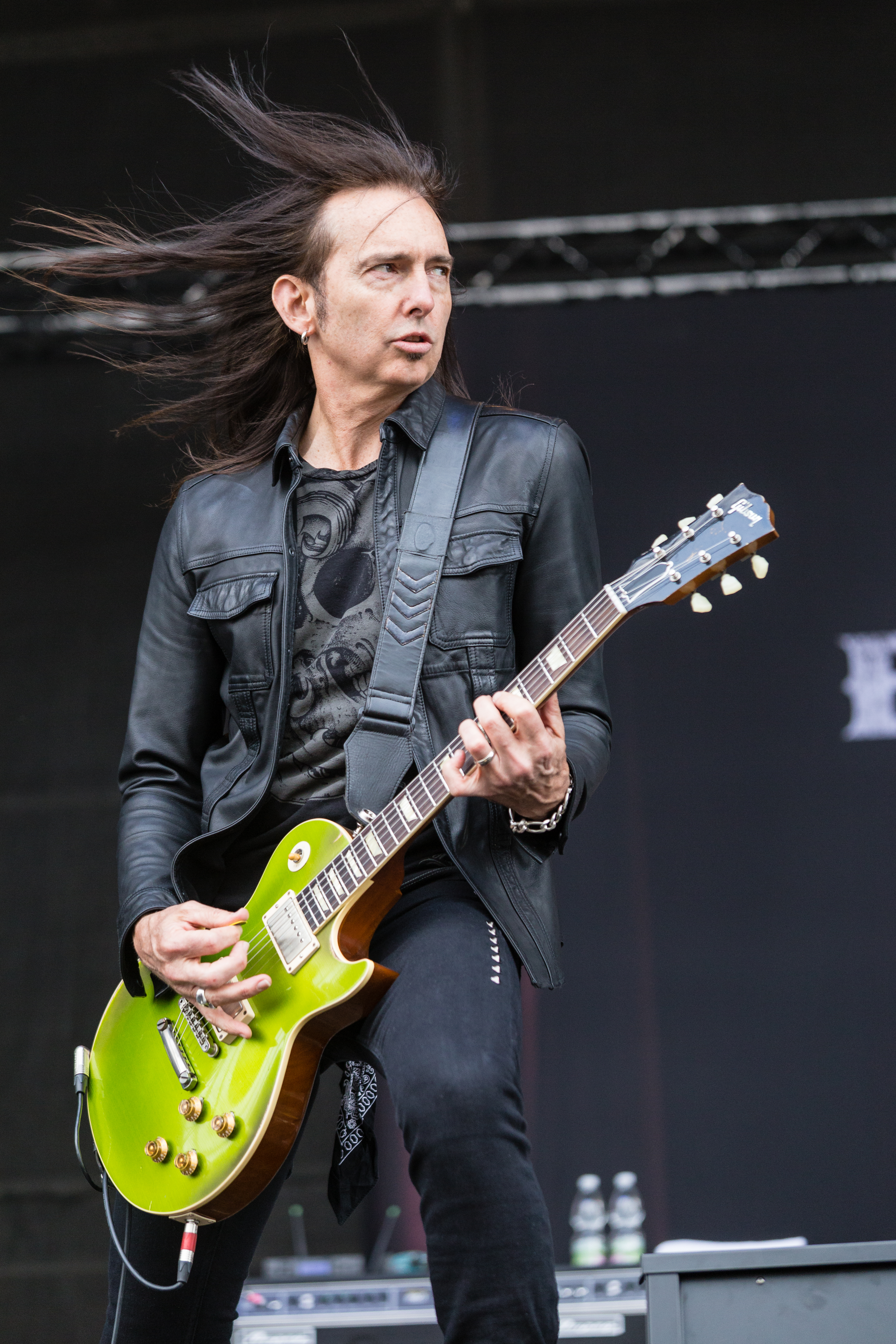
Выступление на фестивале Nova Rock 2017

В числе наиболее заметных работ Деймона: участие в качестве соавтора песен и гитариста на альбоме Сэмми Хагара Marching to Mars 1997 года; выпуск в 2000 году акустического сольного альбома Dust, состоящего преимущественно из авторских композиций; работа над написанием песни «Every Day» для Стиви Никс из Fleetwood Mac (выпущенной первым синглом с её альбома 2001 года Trouble in Shangri-La); выпуск альбомов с двумя сайд-проектами: Slave to the System 2001 года и Red Halo 2003 года); участие в записи хит-сингла Фэйт Хилл «Cry» 2002 года. Кроме того, Дэймон выступил соавтором песни «Just Feel Better» Карлоса Сантаны, которая была исполнена легендарным Стивеном Тайлером из Aerosmith.
На какое-то время Деймон стал участником группы Damn Yankees, с которыми записал так и не выпущенный альбом. Он выступал с Джоном Вайтом (с 2001 по 2003 года) и с кавер-группой The Welfare. В 2006-м он играл в кантри-рок-группе Whiskey Falls.
В 2005 году Brother Cane собрались вместе, чтобы отыграть два концерта. Планируется выход концертного DVD.
В 2009-м стало известно об участии Джонсона в качестве соавтора песен и гитариста на десятом студийном альбоме Queensrÿche American Soldier. Кроме того он выпустил EP Spin Like A Drill со своим проектом The Motorbelly.

## Alice Cooper
Дэймона пригласили в команду Элиса Купера в самом конце гастролей 2004 года. Он принял участие в записи и написании песен альбома Dirty Diamonds, и гастролировал с Купером вплоть до 2007 года. После чего ушёл в пользу своего нового коллектива Whiskey Falls. На смену Дэймону пришёл Джейсон Хук, но в 2009-м Джонсон вновь вернулся на своё прежнее место. Именно с ним группа Элиса Купера приняла участие в турне «Монстры Рока», прошедшем по семи городам России.

## Личная жизнь
У Деймона и его жены Линды есть сын Габриель и дочь Джолин. У него также трое детей от первого брака с Джейми Коллинз: Хизер, Маршалл и Сара Джонсоны. Деэймон страстный игрок в гольф, и будучи в турне с Элисом Купером, он частенько играет в него с боссом и коллегами. В свободное время он также записывает и продюсирует различных артистов на своей личной студии Double Dragon.

## Дискография
Альбомы
1. Witness — 1988 (Arista Records)
2. Delta Rebels — 1989 (Polygram Records)
3. Brother Cane — 1993 (Virgin Records)
4. Brother Cane — Seeds, 1995 (Virgin Records)
5. Sammy Hagar — Marching to Mars, 1997 (MCA Records)
6. Brother Cane — Wishpool, 1998 (Virgin Records)
7. Damon Johnson — Dust, 2000 (независимый лейбл)
8. Damn Yankees — третий альбом (невыпущен)
9. Slave To The System — 2002 (независимый)
10. Faith Hill — Cry, 2002 (Warner Bros. Records)
11. Red Halo — Dead Man’s Vitamin, 2003 (независимый)
12. John Waite — The Hard Way, 2004
13. Alice Cooper — Dirty Diamonds, 2005 (Eagle Rock)
14. Chris Scott — Hard Livin, 2005 (независимый)
15. Slave To The System — (переиздание), 2006 (Spitfire Records)
16. Alice Cooper — Live At Montreux 2005, CD & DVD, 2006 (Eagle Rock)
17. Whiskey Falls — Whiskey Falls 2007, (Midas Records)
18. The Motorbelly — Spin Like A Dril… 2009, EP (независимый)

Помощь в написании песен:
1. Stevie Nicks — Trouble in Shangri-La («Every Day» — Johnson/Shanks)
2. Ted Nugent — Craveman («I Won’t Go Away» — Johnson/Nugent)
3. Skid Row — Thick Skin («Ghost», «See You Around», «Down From Underground» — Johnson/Bolan/Sabo)
4. Carlos Santana — All That I Am («Just Feel Better» — Houston/Johnson/Johnson)
5. Queensryche — American Soldier («Middle of Hell», «Home Again» — Gray/Johnson/Rockenfield/Tate)